# HD 45320
HD45320 — хімічно пекулярна зоря спектрального класу A4, що має видиму зоряну величину в смузі V приблизно  5,9.
Вона  розташована на відстані близько 228,7 світлових років від Сонця.

## Фізичні характеристики
Зоря HD45320 обертається 
дуже швидко 
навколо своєї осі. Проєкція її екваторіальної швидкості на промінь зору становить  Vsin(i)=270км/сек.